# 小行星9174
小行星9174（英語：9174）是一颗围绕太阳公转的小行星。1989年11月27日，Y. Oshima在静冈县发现了此天体。
这颗小行星的绝对星等为192.0575542633315等。